# Костенко Ганна Костянтинівна
Косте́нко Га́нна Костянти́нівна (нар. 7 січня 1988, Одеса) — українська письменниця (прозаїк, сценарист, драматург) та акторка.

## Біографія
2010 року закінчила Одеський національний університет ім. І. І. Мечникова за спеціальністю «Видавнича справа та редагування».
2014 року закінчила аспірантуру кафедри української літератури. Кандидат філологічних наук. 
З 2014 по 2017 рік — викладач української мови та літератури в ОНУ ім. І. І. Мечникова. З 2006 року — член Національної спілки письменників України.

## Творчість
Лауреат літературної премії «Благовіст» 2016 року в номінації «Проза» за книгу «Те, що позбавляє сну» (видавництво «Український пріоритет»)
Лауреат премії Книга року 2015 за версією НСПУ «Глиняний кіт» у номінації «Проза» (роман «Те, що позбавляє сну»).
Дипломант XIII конкурсу «Одесса на книжных страницах» (Книжковий ярмарок «Зелена Хвиля — 2016»). 
Лауреат конкурсу «Смолоскип» 2010 року (III премія, секція «Проза»), міжнародної молодіжної літературної українсько-німецької премії ім. О. Гончара у 2007 році (за цикл оповідань «Медуза у хмарах»).
Переможець літературного конкурсу «Витоки» Національного університету «Острозька Академія» у номінації проза (2011).
Переможець Міжнародного літературного конкурсу «Гранослов — 2005».

## Публікації
збірка оповідань «Все ще буде, все…» (2005), збірка оповідань «Медуза у хмарах» (2007), роман «Те, що позбавляє сну» (вид-во «Український пріоритет», 2015), роман «Цурки-Гілки» (вид-во «Саміт-Книга», 2017), журнал «Літературна Одеса», журнал «Буковинський журнал», альманах «Дерибасовская — Ришельевская» й альманах «Київська Русь» (2010).